# Louis de La Châtre
Pour les autres membres de la famille, voir Maison de La Châtre.
Louis de La Châtre (mort en 1630), Baron de La Maisonfort, était le fils de Claude II de La Châtre de La Maisonfort (1536-1614), maréchal de France, et de Jeanne de Chabot dame d'Egreville (fille de Guy Ier, baron de Jarnac, et de Louise de Pisseleu d'Heilly, demi-sœur puînée de la célèbre Anne duchesse d'Étampes ; fille de Guillaume de Pisseleu et de Madeleine de Laval-La Faigne).

## Biographie
Il embrassa le parti de la Ligue et se soumit à Henri IV en même temps que son père en 1594.
Il eut la survivance du Gouverneur du Berry, charge qu'il céda au prince de Condé en échange d'une somme d'argent et du bâton de maréchal.
Il fut élevé à la dignité de Maréchal de France en juin 1616, en compensation de son renoncement à devenir gouverneur du Berry qu'il redonne au Grand Condé son ami.
Louis de La Châtre mourut en octobre 1630. L'année suivante, sa veuve, née Elisabeth d'Estampes dite Isabelle, fit établir un devis par Pierre II Biard, sculpteur ordinaire du roi demeurant derrière les Minimes de la place Royale, pour la réalisation de la sépulture du 2e maréchal de La Châtre en l'église Saint-Martin d'Egreville-en-Gâtinais (et non pas Saint-Martin d'Angerville-en-Gâtinais).

## Mariages et descendance
Louis de La Châtre de La Maisonfort épousa en premières noces Urbaine de Montafié, fille de Louis de Montafié et de Jeanne de Coësmes, dame de Bonnétable ; et en deuxièmes noces Elisabeth d'Estampes de Valençay (1582-1654), dite aussi Isabelle et parfois Isabeau, dont il eut plusieurs filles mortes jeunes Claude née en 1600, Gabrielle née et décédée en 1606  et enfin Anne née en... et décédée en 1636 (A.N.):
- Louise-Henriette de La Châtre (1604-1634), baronne de la Maisonfort, qui épouse : le 19 septembre 1622 en premières noces François d'Angoulême (1598-1622), comte d'Alais ; le 7 janvier 1625 en secondes noces François de Crussol d'Uzès (1604-1680) ; et après démariage pour non consentement, en 1633 et en troisièmes noces (clandestines), Claude Pot de Rhodes[3] (son cousin issu de germain, car petit-fils de Guillaume Pot de Rhodes et Jacqueline de La Châtre-La Maisonfort, cette dernière étant une sœur du 1er maréchal de La Châtre et donc une tante du maréchal Louis), dont postérité :
  - Marie-Louise-Henriette/Elisabeth-Aimée Pot de Rhodes (1620-1684), dame d'Egreville et Villebéon, x 1646 François-Marie de L'Hôpital 2e duc de Vitry (fils du maréchal Nicolas, et donc son cousin éloigné, car l'arrière-grand-mère de François-Marie était Anne de La Châtre, sœur de Claude II de La Maisonfort)
  - Louise Pot de Rhodes, fille de Claude Pot de Rhodes et de sa seconde épouse Louise de Lorraine.

## Armoiries
| Figure | Nom du prince et blasonnement |
|        | Armes de la maison de La Châtre De gueules, à la croix ancrée de vair. |
|        | Armes du baron de La Maisonfort Écartelé : aux 1 et 4, de gueules, à la croix ancrée de vair (de La Châtre) aux 2 et 3, de gueules, à trois têtes de loup d'argent (Saint-Amadour). |